# Fuente de Breslavia
La Fuente de Breslavia o Fuente de Wrocław (en polaco: Wrocławska Fontanna) es una fuente multimedia musical y un estanque ornamental en Breslavia (Wroclaw), en el oeste de Polonia. La Fuente funciona desde principios de mayo hasta finales de octubre.
La Fuente de Wrocław está situada en el histórico recinto ferial Wrocław. Está al lado de la Sala modernista del Centenario, y rodeado por la Pergola Wrocław.
Construida en 2009, es actualmente una de las mayores fuentes en funcionamiento en Europa.
Con una hectárea (110,000 pies cuadrados), la Fuente incorpora más de 300 jets para crear pantallas móviles danzantes de agua. 
Durante la fuente día impresionado. Sin embargo son espectaculares shows nocturnos. La fuente está iluminada por la noche por programados luces de colores 800 computadoras.